# 體感科技
體感科技是用感測器感測人身體及四肢的活動，以此做為直覺式的人機介面，例如Wii及任天堂Switch就是有體感功能的遊戲機。
新的體感科技不但可以感測人的活動，也會加入人工智慧來判讀人的說話及動作，用穿載式裝置來提昇感測性能，配合虛擬實境（AR）/擴增實境（AR）以及3D深度感測功能，可以涵蓋人的視覺、聽覺等感官。
以下是中華民國經濟部對體感科技的定義
係指根據特定主題創造出現實或非現實的內容，滿足使用者身歷其境的想像並延展出的產品或服務。
體感科技包括以下三個領域：
- 軟體內容：配合裝置，提供使用者沈浸式的影像空間。
- 體驗服務：依主題設計的方案。
- 硬體設備：配合裝置，提供使用者沈浸式體驗的媒介裝置。

## 外部連結
- 中華經濟研究院 美國新興體感科技產業發歷程